# Lee Chae-young
Lee Chae-young (eigentlich Lee Bo-young (이보영); * 29. April 1986 in Seoul) ist eine südkoreanische Schauspielerin.

## Leben
Lee Chae-young besuchte die Mirim Girls’ High School, ehe sie an der Dankook University studierte. Auch ihre ältere Schwester Lee Na-young, die den Bühnennamen Seo Seung-ah verwendet, ist als Schauspielerin aktiv. Lee Chae-young gab ihr Schauspieldebüt 2003 im Musikvideo zum Lied Come On der Hip-Hop-Gruppe Turtles. Es folgten Auftritte in Musikvideos von Rain und Yoon Mi-rae. Ab 2007 folgten erste Rollen in Fernsehserien.
Ihre erste größere Rolle spielte Lee Chae-young von 2009 bis 2010 als Min Yi-hyun in der Fernsehserie Wife Returns. Ebenfalls von 2009 bis 2010 wirkte sie als Co-Moderatorin an der Spielshow Star Golden Bell bei KBS mit. In der Historienkomödie The Grand Heist war Lee Chae-young 2012 in der Rolle einer als Spionin tätigen Gisaeng zu sehen. 2015 wirkte sie in einer Hauptrolle im koreanisch-chinesischen Horrorfilm The Mirror mit. Zudem spielte sie tragende Rollen in Fernsehserien wie Two Mothers (2014) und Home for Summer (2019). Für ihren Auftritt als Han Yoo-ra in der von 2020 bis 2021 ausgestrahlten Serie Man in a Veil erhielt Lee Chae-young 2020 einen KBS Drama Award in der Kategorie Actress in a Daily Drama, nachdem sie bereits 2014 als beste Nebendarstellerin für Two Mothers ausgezeichnet wurde.
2023 gehörte Lee als Joo Ae-ra zur Hauptbesetzung der Dramaserie Woman in a Veil.

## Filmografie (Auswahl)
- 2008: Life Is Cool (Geunyeoneun Yeppeotda)
- 2009–2010: Wife Returns (Anaega Dolawatda; Fernsehserie, 116 Folgen)
- 2009: Flight (Bi-sang)
- 2012: The Birth of a Family (Gajokui Tansaeng; Fernsehserie, 115 Folgen)
- 2012: The Grand Heist (Baramgwa Hamkke Sarajida)
- 2013: Secretly, Greatly (Eunmilhage Widaehage)
- 2014: Two Mothers (Bbeoggugi Dungji; Fernsehserie, 102 Folgen)
- 2015: The Mirror (Mo jing)
- 2018: A Poem a Day (Sireul Ijeun Geudaeege; Fernsehserie, 16 Folgen)
- 2018: My Strange Hero (Boksu-ga Dorawatda; Fernsehserie, eine Folge)
- 2019: Home for Summer (Yeoreuma Butakhae; Fernsehserie, 128 Folgen)
- 2020–2021: Man in a Veil (Bimilui Namja; Fernsehserie, 105 Folgen)
- 2021: Tomb of the River (Gangneung)
- 2022: The Killer: A Girl Who Deserves to Die (Deo Killeo: Jugeodo Doeneun Ai)
- 2023: Woman in a Veil (Bimir-ui Yeoja; Fernsehserie, 103 Folgen)
- 2023: Family: The Unbreakable Bond (Paemilli; Fernsehserie, 12 Folgen)